# Haibach im Mühlkreis
Haibach im Mühlkreis ist eine Gemeinde  in Oberösterreich im Bezirk Urfahr-Umgebung im unteren Mühlviertel mit 974 Einwohnern (Stand 1. Jänner 2024).

## Geografie
Haibach im Mühlkreis liegt in der Hügellandschaft des unteren Mühlviertels auf beiden Seiten der Großen Gusen. Die Gemeinde gehörte bis 2012 zum Gerichtsbezirk Leonfelden und ist seit dem 1. Jänner 2013 Teil des Gerichtsbezirks Freistadt. Der tiefste Punkt der Gemeinde liegt 595 Meter über dem Meer, der höchste Punkt erreicht 856 Meter.  Die Ausdehnung beträgt von Nord nach Süd 5,3 und von West nach Ost 4,5 Kilometer. Die Gemeinde hat eine Fläche von 14,49 Quadratkilometer.

### Gemeindegliederung
Das Gemeindegebiet umfasst folgende Ortschaften (in Klammern Einwohnerzahl Stand 1. Jänner 2024):
- Affenberg (163)
- Aigen (45)
- Altenbergerstraße (54)
- Baumgarten (120) samt Weignersdorf
- Blaßberg (48)
- Gusental (46) samt Gusen
- Haibach im Mühlkreis (74) samt Brandstatt und Gänsbach
- Kaindorf (61)
- Mistelbach (88)
- Oberbaumgarten (89)
- Renning (117) samt Karlsberger
- Schubertweg (38)
- Wirth (31)

### Nachbargemeinden
|             | Reichenau im Mühlkreis                      | Ottenschlag im Mühlkreis   |
| Hellmonsödt | Kompassrose, die auf Nachbargemeinden zeigt |                            |
|             |                                             | Alberndorf in der Riedmark |

## Geschichte

### Ortsgeschichte
Ursprünglich im Ostteil des Herzogtums Bayern liegend, gehörte der Ort seit dem 12. Jahrhundert zum Herzogtum Österreich, seit 1490 zum Fürstentum Österreich ob der Enns.
Die erste urkundliche Erwähnung des Ortes erfolgte im Jahr 1356 in Form von vnser hueb gelegen zu Haichenpach in Gallennevnchiricher pharr, wobei der Ortsname vom althochdeutschen Personennamen Heicho herzuleiten ist und mittels Haypach und Haipach schließlich zu Haibach geformt wurde.
Während der Napoleonischen Kriege war der Ort mehrfach besetzt, ist seither wieder bei Oberösterreich.
Nach dem Anschluss Österreichs an das Deutsche Reich am 13. März 1938 wurde Oberösterreich zum Gau Oberdonau. Nach 1945 erfolgte die Wiederherstellung Oberösterreichs.

## Kultur und Sehenswürdigkeiten

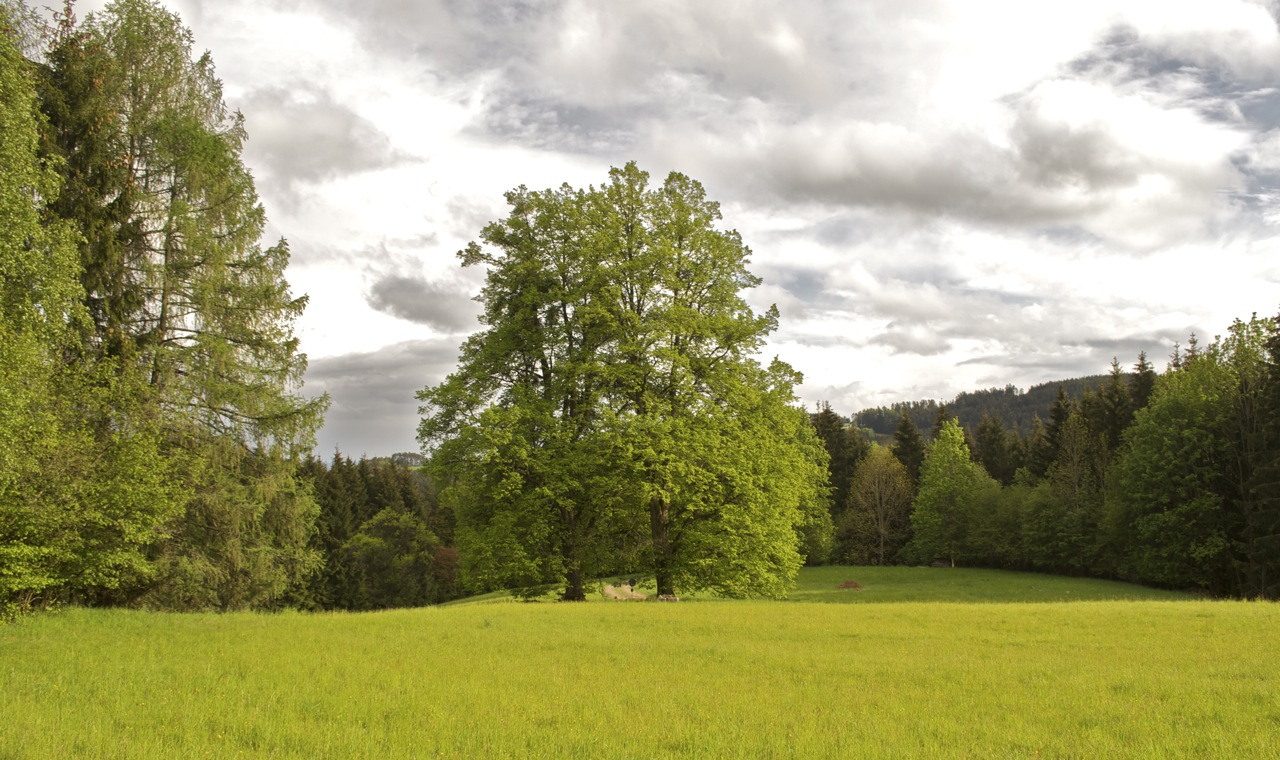
Landschaft mit Naturdenkmal nd666 (Linden).

- Aussichtswarte SternGartl Blick (errichtet im Jahr 2000)
- Tabernakelpfeiler

## Wirtschaft und Infrastruktur

### Wirtschaftssektoren
Von den 55 landwirtschaftlichen Betrieben des Jahres 20120 wurden 33 im Haupt- und 22 im Nebenerwerb geführt. Die Haupterwerbsbauern bewirtschafteten 73 Prozent der Flächen. Im Produktionssektor arbeiteten drei Erwerbstätige im Baugewerbe. Die wichtigsten Arbeitgeber des Dienstleistungssektors waren die Bereiche Handel (22), soziale und öffentliche Dienste (9) und Verkehr (7 Mitarbeiter).
| Wirtschaftssektor            | Anzahl Betriebe | Anzahl Betriebe | Erwerbstätige | Erwerbstätige |
| Wirtschaftssektor            | 2011            | 2001            | 2011          | 2001          |
| ---------------------------- | --------------- | --------------- | ------------- | ------------- |
| Land- und Forstwirtschaft 1) | 55              | 62              | 46            | 58            |
| Produktion                   | 3               | 1               | 3             | 2             |
| Dienstleistung               | 35              | 15              | 48            | 23            |

1) Betriebe mit Fläche in den Jahren 2010 und 1999

### Sicherheit
- Haibach besitzt seit 1946 eine Freiwillige Feuerwehr.

## Politik

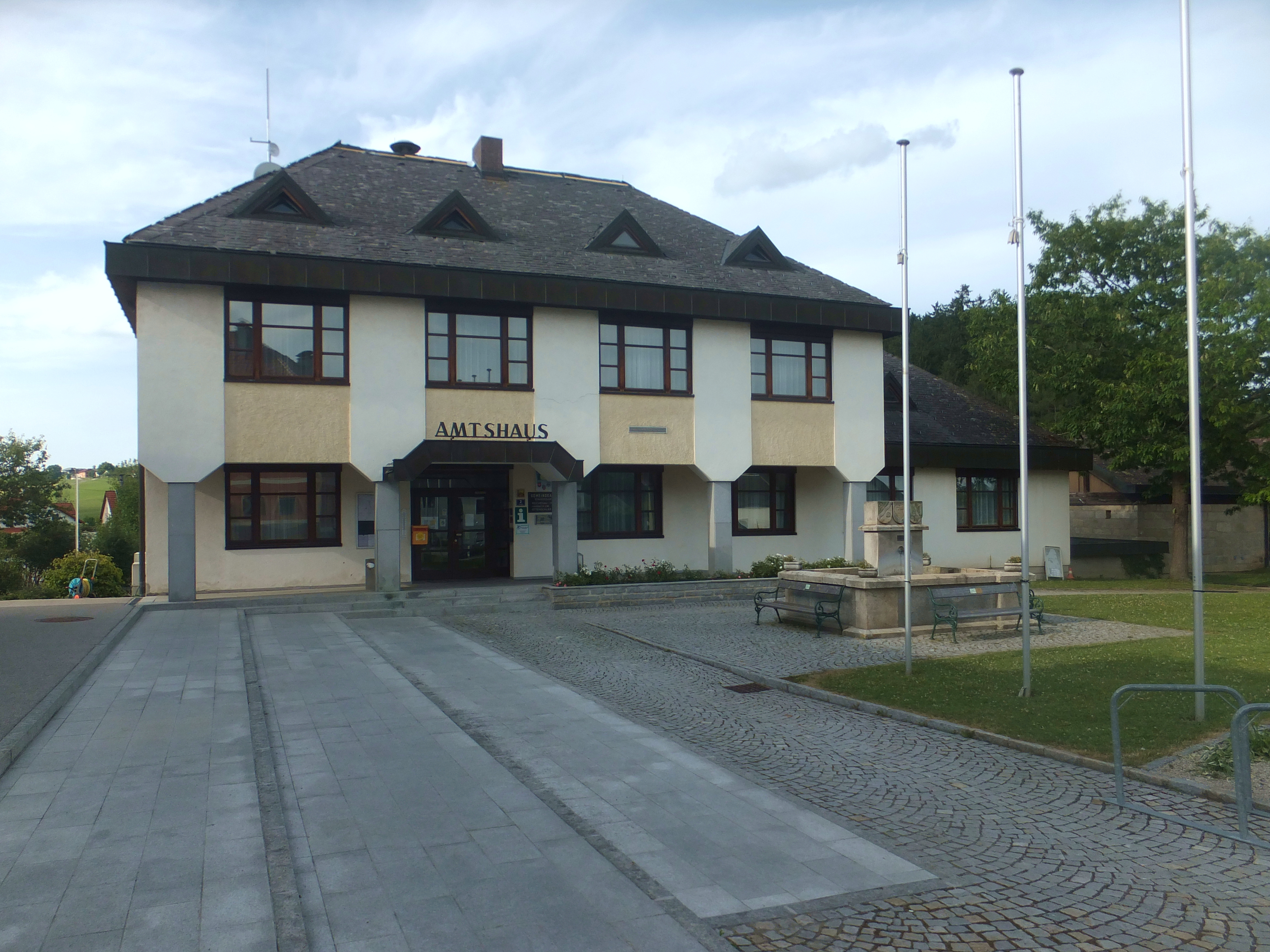
Gemeindeamt

### Gemeinderat
Der Gemeinderat hat 13 Mitglieder.
| Wahljahr | ÖVP | SPÖ |
| -------- | --- | --- |
| 1997     | 10  | 3   |
| 2003     | 09  | 4   |
| 2009     | 10  | 3   |
| 2015     | 11  | 2   |
| 2021     | 10  | 3   |

### Bürgermeister
Bürgermeister seit 1850 waren:
- 1850–1855  Michael Preining
- 1855–1861 Simon Aichberger
- 1861–1864 Michael Raml
- 1864–1867 Johannn Sailer
- 1867–1870 Josef Pachler
- 1870–1873 Franz Plakolm
- 1873–1879 Josef Horner
- 1879–1885 Georg Gugler
- 1885–1889 Josef Gugler
- 1889–1894 Georg Radler
- 1894–1897 Josef Mautner
- 1897–1901 Georg Radler
- 1901–1906 Georg Raml
- 1906–1911 Peter Deibl
- 1911–1912 Sebastian Schwabegger
- 1912–1922 Peter Deibl
- 1922–1938 Sebastian Schwabegger
- 1938–1942 Karl Klopf
- 1942–1943 Josef Greul
- 1943–1945 Josef Leitner
- 1945–1946 Rupert Hartl
- 1946–1949 Franz Reingruber
- 1949–1973 Josef Aichberger
- 1973–1985 Josef Mayr
- 1985–1996 Karl Danner
- 1996–2021 Josef Reingruber (ÖVP)
- seit 2021 Dietmar Leitner (ÖVP)[10]

### Wappen
Der Gemeinde wurde 1986 folgendes Wappen verliehen:
Blasonierung: Durch einen silbernen Schräglinksbalken, belegt mit einer blauen Wellenleiste, geteilt; oben in Grün eine silberne Scheibe, belegt mit einer roten, heraldischen Rose mit silbernem Butzen, unten in Rot eine silberne, mit einem grünen Dreieck belegte Scheibe. Die Gemeindefarben sind  Rot-Weiß-Blau.

## Persönlichkeiten

### Ehrenbürger der Gemeinde
- Josef Mayr (1919–2020), Bürgermeister von Haibach im Mühlkreis 1973–1985[11]
- Karl Danner († 2020), Bürgermeister von Haibach im Mühlkreis 1985–1996[12]
- Josef Reingruber, Alt-Bürgermeister von Haibach im Mühlkreis 1996–2021[13]